# Edward Ellerker Williams
Pour les articles homonymes, voir Ellerker.
Edward Ellerker Williams, né le 22 avril 1793 et mort le 8 juillet 1822, est un officier de l'armée du Bengale. Compagnon de Jane Williams, le couple rencontrent les Shelley en janvier 1821 : les deux couples s'entendent très bien et deviennent vite amis proches. Edward Williams et Percy Bysshe Shelley meurent tragiquement dans le naufrage de l'Ariel, bateau qu'ils avaient eux-mêmes construit - alors qu'ils tentaient de traverser le golfe de Livourne pour rejoindre leurs compagnes à Lerici.  

## Biographie
- (en) Joan Rees, Shelley's Jane Williams, William Kimber, 1985 (ISBN 0-7183-0549-3 et 978-0-7183-0549-9, OCLC 19455792).